# Jules Cohen
Jules Emile David Cohen (Marsella, 2 de novembre de 1835 - París, 13 de gener de 1901), fou un compositor i organista francès.
Estudià al Conservatori de París i aconseguí primers premis de solfeig, piano, orgue i fuga, sent nomenat el 1870 professor de conjunt vocal del mateix establiment.
Va escriure nombroses composicions per a piano, romances, cantates, una missa, cors per a les tragèdies Athalie i Esther i les òperes còmiques Vive l'empereur (1860), L'Annexion (1860), Maître Claude (1861), José Maria (1866), Les Bleuets (1867), i Déa (1870).